# Visões de Jesus e Maria
Desde a crucificação de Jesus Cristo no Calvário, várias pessoas alegam ter tido visões de Jesus Cristo e conversas pessoais com ele. Algumas pessoas fazem afirmações semelhantes a respeito de sua mãe, a Santíssima Virgem Maria. Discussões sobre a autenticidade dessas visões frequentemente convidam a controvérsia. A Igreja Católica endossa uma fração dessas reivindicações, e vários visionários que ela aceita alcançaram beatificação ou até o reconhecimento de santidade. 
As primeiras visões relatadas de Cristo e conversas pessoais com ele, após sua ressurreição e antes de sua ascensão, são encontradas no Novo Testamento. Uma das aparições mais lembradas da Ressurreição de Jesus é a duvidosa conversa de Tomé (João 20: 24-29) entre ele e Tomé, o Apóstolo após sua morte. O último livro da Bíblia em si é baseado em uma série de visões. 
Algumas visões são anteriores à Reforma Protestante, mas, entre as denominações cristãs, a Igreja Católica fez comentários mais formais sobre as visões de Jesus e da Virgem Maria. O autor Michael Freze argumenta que práticas católicas como adoração eucarística, devoções do rosário e meditação contemplativa com foco na vida interior facilitam visões e aparições. 

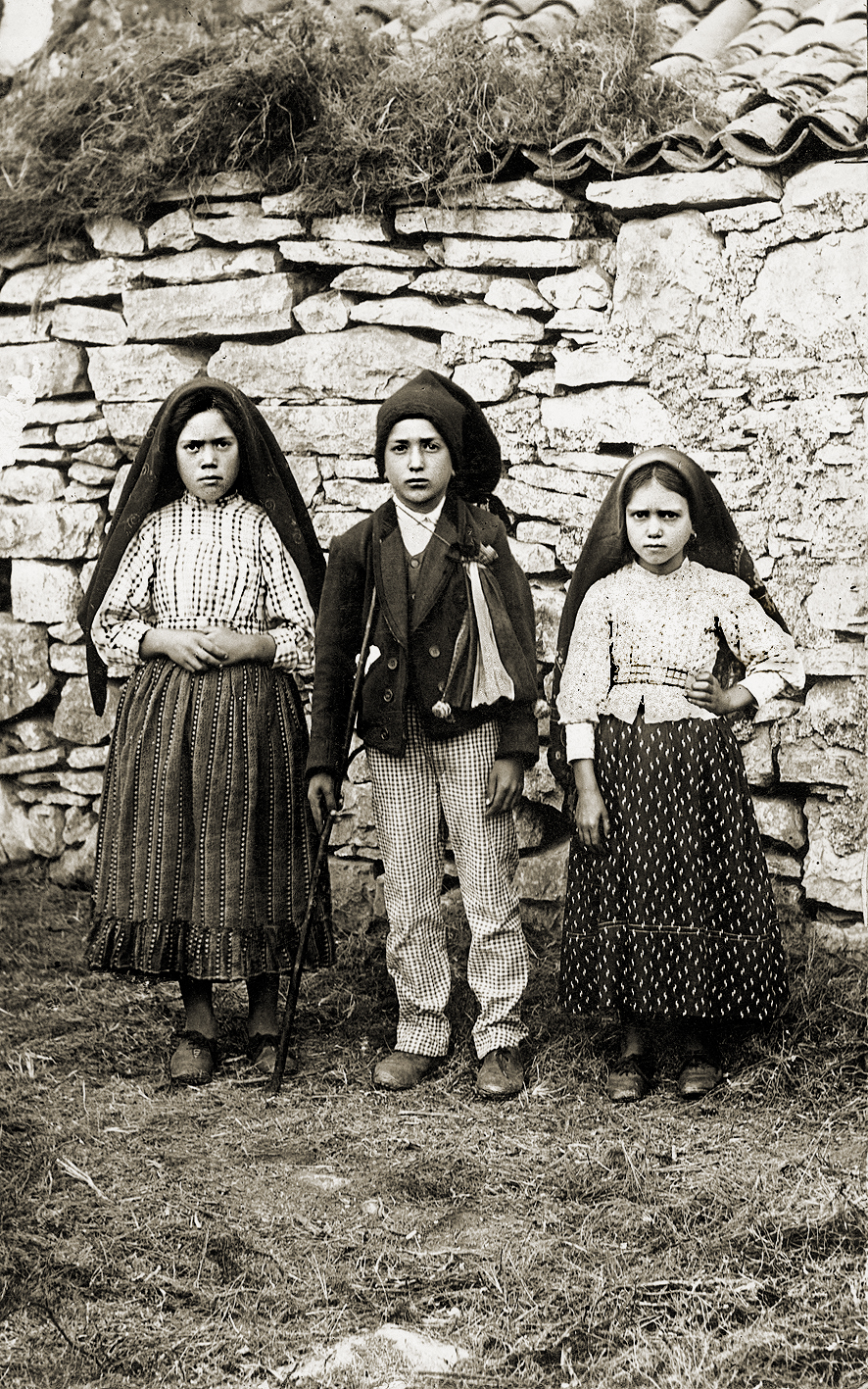
Lúcia Santos (esquerda) com seus primos Francisco e Jacinta Marto, 1917, foram os três pastorinhos videntes da Virgem Maria em Fátima

Basílicas e santuários construídos com base em visões relatadas de Jesus e Maria atraem muitos milhões de peregrinos a cada ano. Segundo o Bispo Francesco Giogia, a maioria dos santuários católicos mais visitados do mundo é baseada em visão, pois com cerca de 10 milhões de peregrinos, a Basílica de Nossa Senhora de Guadalupe, na Cidade do México, foi o santuário católico mais visitado do mundo em 1999, [13] agora seguido pelo Santuário de Nossa Senhora de Fátima, na Cova da Iria, Portugal, com entre 6 e 8 milhões de peregrinos por ano. [14] [15] O Santuário de São Pio de Pietrelcina em San Giovanni Rotondo, na Itália, e a Basílica de Nossa Senhora Aparecida, no Brasil, receberam de 6 a 7 milhões de peregrinos por ano, [13] [16], seguidos pelo Santuário de Nossa Senhora de Lourdes, na França, com 5 milhões de visitantes por ano.
Nos últimos séculos, as pessoas que relatavam visões de Jesus eram de diversas origens: leigos e clérigos, jovens e idosos, católicos e protestantes, crentes devotos ou casuais.  As visões também devem ser diferenciadas das locuções interiores, como as supostamente experimentadas pela Irmã Consolata Betrone, nas quais as vozes interiores são relatadas, mas nenhum contato visual ou físico é reivindicado. 

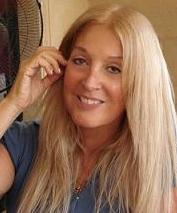
Vassula Ryden foi uma famosa mística cristã que afirmou ter tido sonhos proféticos durante a sua infância e visões interiores de Jesus desde 1985

A Sagrada Congregação para a Doutrina da Fé no Vaticano publicou um conjunto detalhado de etapas para "Julgar aparições e revelações alegadas" que reivindicam origem sobrenatural.  Como padrão histórico, a aprovação do Vaticano parece ter seguido a aceitação geral de uma visão por mais de um século na maioria dos casos. As visões relatadas de Jesus e Maria por Benoîte Rencurel em Saint-Étienne-le-Laus, na França, de 1664 a 1718, foram reconhecidas apenas pela Santa Sé em maio de 2008, tornando-as as primeiras aparições e visões marianas de Jesus a serem aprovadas na século 21. Segundo o padre Salvatore M. Perrella, do Pontifício Instituto Mariunum em Roma, esta é a 12ª aparição mariana aprovada pela Santa Sé de um total de 295 estudados ao longo dos séculos.  
Muitas visões de Jesus após sua ascensão foram relatadas depois que o livro do Apocalipse foi escrito. Mas o próprio livro do Apocalipse menciona especificamente o caso dos "falsos profetas" (Ap 19:20) e, sem dúvida, nem todo mundo que afirma conversar com Jesus pode ser acreditado. Ao longo dos anos, várias pessoas que afirmam conversar com Jesus em prol do ganho monetário foram expostas. Um exemplo bem conhecido foi o televangelista protestante carismático Peter Popoff, que frequentemente afirmava receber mensagens de Deus para curar as pessoas no palco. Popoff foi desmascarado em 1987, quando mensagens interceptadas de sua esposa para um pequeno receptor de rádio escondido em seu ouvido foram reproduzidas no programa de televisão nacional de Johnny Carson. 
Outro exemplo são as mensagens de Jesus relatadas por Catalina Rivas, que foram expostas em vários casos como menos do que verdadeiras.  Um número de mensagens que Rivas relatou como tendo sido recebidas por Deus foi encontrado mais tarde correspondendo a páginas exatas de livros previamente escritos por outros autores (por exemplo, José Prado Flores) e publicou literatura instrucional para seminaristas católicos. 
Algumas mensagens relatadas da Virgem Maria também envolveram polêmica. As mensagens marianas relatadas de Veronica Lueken foram declaradas inválidas pelo bispo Francis Mugavero, da diocese católica romana de Brooklyn  e os relatórios de Nossa Senhora de Surbiton alegando que a Virgem Maria aparecia todos os dias sob um pinheiro na Inglaterra eram categoricamente rejeitados pelo Vaticano como uma fraude. 